# Bloch MB.210
Bloch MB.210 a stroje od tohoto typu odvozené byly francouzské celokovové dvoumotorové bombardéry stavěné společností Société des avions Marcel Bloch ve 30. letech 20. století. Jednalo se o pokračovatele hornoplošníků Bloch MB.200, od kterých se na první pohled lišily hlavně umístěním křídla.

## Vývoj a popis
Letoun má svůj prapůvod v roce 1932, kdy Aéronavale vypsalo požadavky na nový torpédový bombardér. Tyto požadavky se podobaly i požadavkům letectva na nový těžký noční bombardér. Na základě tohoto požadavku vznikl bombardér MB.200.
Letečtí odborníci v předválečné Francii si dobře uvědomovali slabiny letounu Bloch MB.200, a proto se je pokusili zmírnit vytvořením odvozeného typu s označením Bloch MB.210. Byl to robustní celokovový dolnoplošník, na rozdíl od hornoplošníku MB.200, s velmi podobným trupem obdélníkového průřezu. Bylo plánováno jak použití plováků, tak i pevného nezatahovatelného podvozku. Později byl letoun však vybaven zatahovacím podvozkem.
Prototyp letounu označený Bloch MB.210-01 byl postaven jako soukromý vývoj společnosti Avions Marcel Bloch a poprvé vzlétl 24. listopadu 1934, přičemž byl poháněn dvojicí vzduchem chlazených hvězdicových motorů Gnome-Rhône 14Kdrs (vlevo) / Gnome-Rhône 14Kgrs (vpravo) o výkonu 596 kW (800 k). Tento letoun měl ještě pevný podvozek. První lety ukázaly mnoho nedostatků, které byly řešeny celou řadou úprav. Ty zahrnovaly přestavbu ocasních ploch a přemístění hřbetní střelecké věžičky. Po úspěšném ukončení testů u letectva byl letoun zkoušen francouzským námořnictvem v lednu 1936 na základně Marignane. Pro tuto příležitost byl letoun vybaven dvojicí velkých plováků. Další letoun MB.210 však již plováky vybaven nebyl.
Tento letoun byl následován druhým prototypem označeným MB.211-01 BN4 pokřtěným „Verdun“, který byl poháněn kapalinou chlazenými řadovými dvanáctiválci Hispano-Suiza 12Ybrs s výkonem 641 kW (860 k) a měl již zatahovatelný podvozek. Tento letoun poprvé vzlétnul až v srpnu 1935. Počáteční letové testy tohoto prototypu přinesly zklamání, letoun nebyl o mnoho lepší než MB.210, a proto již nebyl postaven další stroj tohoto typu. Tento prototyp byl nakonec zkušebně vybaven hvězdicovými čtrnáctiválci Hispano-Suiza 14Aa 01/02 pod označením MB.212.01. I tato verze nebyla nakonec vyráběna.
Podle francouzského letectva měl budoucnost typ MB.210 a objednalo 130 strojů této verze. Sériové letouny, z nichž první zalétal André Curvale 10. prosince 1935, nesly nejprve označení MB.210-BN4 (čtyřmístný) a později MB.210-BN5 (pětimístný). Od prototypu se sériové letouny lišily použitými motory. První letouny byly vybaveny motory Gnome-Rhône 14Kirs (vlevo) / Gnome-Rhône 14Kjrs (vpravo) o výkonu 649 kW (870 k). Letouny měly již zatahovací podvozek. Od druhého sériového stroje měly letouny zvětšenou šípovitost vnějších konců křídel.
Křídla letounu měla charakteristickou šípovitou náběžnou hranu. Letoun byl sice lepší než jeho předchůdce, ale nikoliv výrazně. Měl řadu konstrukčních chyb, které musely být odstraňovány během výroby, což tuto výrobu jen komplikovalo. Výzbroj letounu tvořilo až 1 600 kg leteckých pum v pumovnici a 3 obranné kulomety MAC 1934 v ručně ovládaných věžích na přídi, hřbetě a břiše letounu.
Letouny měly výkonově poddimenzované motory, které měly tendenci se přehřívat, což vedlo k řadě nehod. Proto byly letouny odstaveny z provozu do té doby, než byly jejich pohonné jednotky vyměněny za o něco silnější a podstatně spolehlivější motory Gnome-Rhône 14N. Nejprve se na letouny montovaly motory Gnome-Rhône 14N-10/11 s maximálním výkonem 686 kW ve výšce 3 700 m a později motory Gnome-Rhône 14N-20/21 s maximálním výkonem 754 kW.
Letouny vyráběla společnost Avions Marcel Bloch (později SNCASO) a v licenci společnosti Les Mureaux, Potez-CAMS, Breguet, Hanriot a Renault. Celkem bylo vyrobeno nejméně 253 strojů. Jiné zdroje uvádějí 283 nebo 298 vyrobených strojů. Dodávky letounů byly mnohem pomalejší, než se původně očekávalo, hlavně kvůli nedostatku vrtulí. V roce 1936 byl prototyp MB.210-01 upraven pro námořnictvo instalací plováků a byl zkoušen jako torpédový bombardér.

## Operační historie

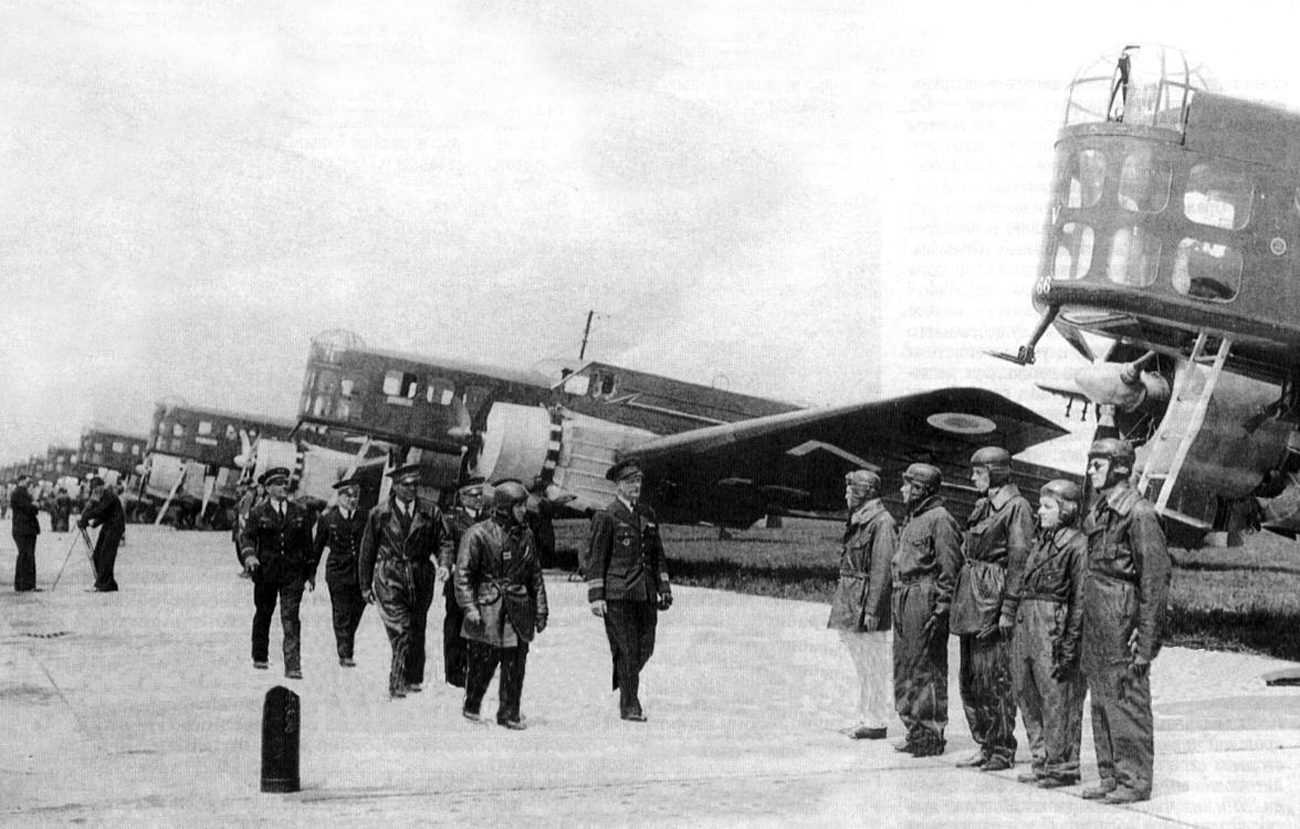
Bloch M.B.210, 1936

### Francie
V září 1939 bylo letouny Bloch MB.210 vybaveno 12 bombardovacích skupin Armée de l'Air. Deset těchto skupin se nacházelo ve vlastní Francii, GB I/11, GB II/11, GB I/23 a GB II/23 v Toulouse, GB I/12 s GB II/12 v Remeši, GB I/21 a GB II/21 v Bordeaux a GB I/51 s GB II/51 v Tours. Další dvě GB I/19 a GB II/19 byly v té době na manévrech v Tunisku na základně Kalaa-Djerda. V čase německého útoku na Francii na jaře 1940 byly tyto letouny již stahovány ze služby v první linii, ale přesto jimi bylo vyzbrojeno ještě 5 bombardovacích skupin. V té době již zcela zastaralé letouny byly používány k nočním náletům a průzkumným letům. Jedinou skupinou, která byla k 10. květnu 1940 vyzbrojena čistě tímto typem letounu, byla GB I/23 bázující tehdy v Istres.
Během bojů ve Francii bylo několik strojů ztraceno v boji. Po uzavření příměří 22. června 1940 zůstalo v neokupované části Francie okolo 100 strojů MB.210. Dalších více než 20 strojů se nacházelo v severní Africe, kam s nimi přelétly jejich posádky. Letouny byly rychle odstavovány z provozu, uskladněny nebo sešrotovány.
Pamětníci o letounu hovořili jako o pomalém, ale stabilním a poměrně spolehlivém stroji. Později šest strojů využívalo letectvo vichistické Francie k výcviku navigátorů a po jejím obsazení krátce i německá Luftwaffe.

### Ostatní státy
Po vypuknutí španělské občanské války hledaly obě strany konfliktu možnosti dodání vojenských letounů. Francie zpočátku podporovala republikány, a ti požadovali i stroje MB.210. V květnu 1937 měly republikánské síly k dispozici 15 letounů MB.210, přičemž je pro ohrožení ze strany nepřátelských stíhačů používali pro noční nálety. Létaly u Grupo 72 a později u Grupo 11 de Bombardeo Nocturno. Z operační služby byly vyřazeny v roce 1938.
Rumunsko objednalo původně 24 strojů MB.210, ale dodáno jich bylo pouze 10. Staly se výzbrojí Escadrile 82 Bombardement v lokalitě Craiova. Tyto stroje byly použity během útoku na Sovětský svaz v roce 1941. Pět jich bylo ztraceno v boji a při nehodách. Zbytek byl vyřazen v roce 1942. Německo dodalo získalo v roce 1942 celkem 37 strojů MB.210. Z nich bylo 6 strojů předáno Bulharsku. Jejich osud není znám.

## Varianty

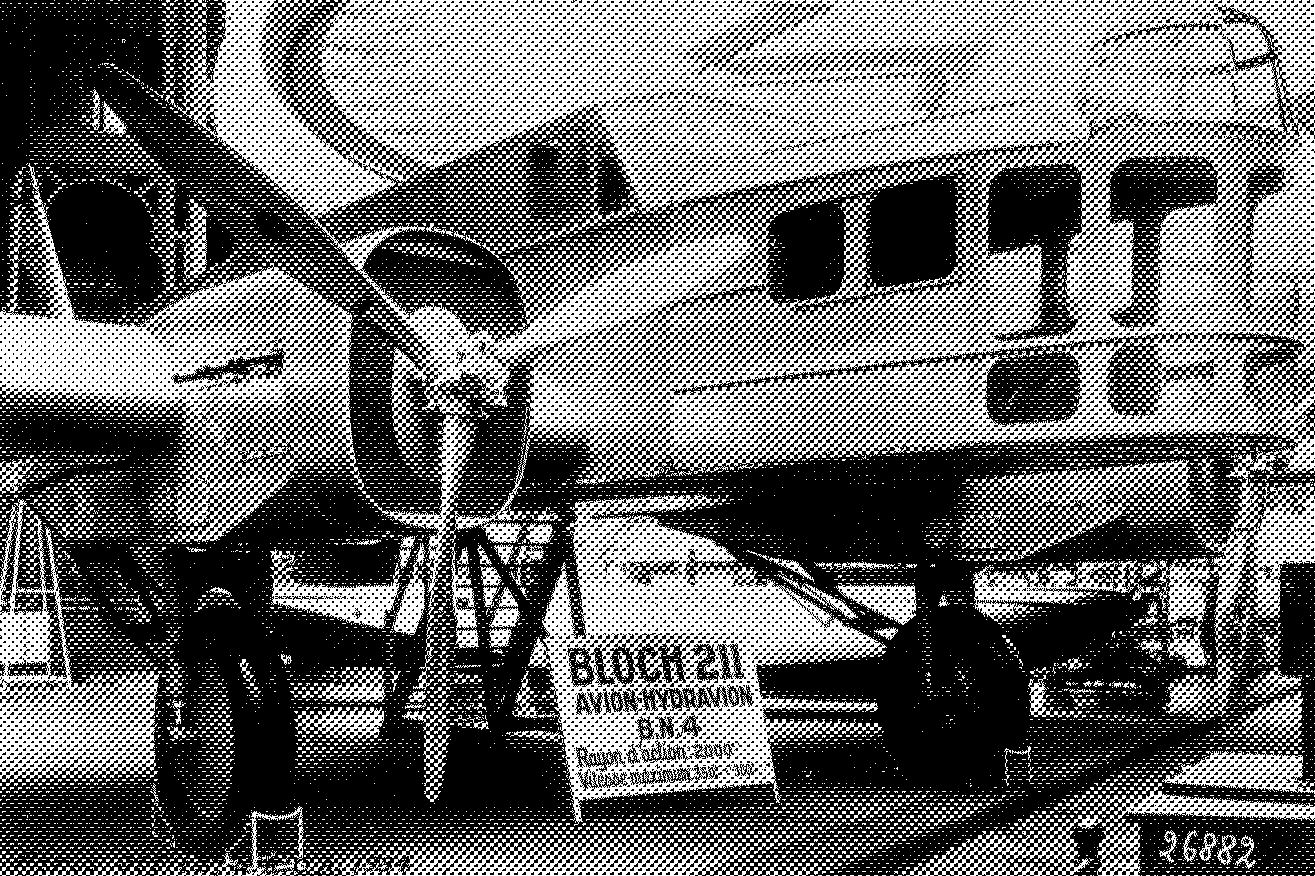
Bloch MB.211

MB.210-01
První prototyp poháněný hvězdicovými motory Gnome-Rhône 14Kdrs / Gnome-Rhône 14Kgrs o výkonu 596 kW (800 k). Pevný podvozek. Postaven 1 letoun.
MB.211-01
Druhý prototyp poháněný řadovými motory Hispano-Suiza 12Y o výkonu 641 kW (860 k). Zatahovatelný podvozek. Postaven 1 letoun.
MB.210-BN4
První sériová verze poháněná hvězdicovými motory Gnome-Rhône 14N-10/11.
MB.210-BN5
Pozdější verze v pětimístném provedení – většina postavených strojů.
MB.212
Prototyp MB.211 vybavený motory Hispano-Suiza 14Aa 00/01 s výkonem 701 kW(940 k). Přestavěn 1 prototyp.
MB.218
Letoun MB.210 vybavený plováky jako torpédový bombardér. Přestavěn 1 stroj. Objednáno dalších 8, ale objednávka byla zrušena.

## Specifikace (MB.210 BN.5)
Technické údaje pocházejí z publikace „War Planes of the Second World War: Volume Seven“.

### Technické údaje
- Posádka: 5 (pilot, druhý pilot/navigátor, přední střelec, radiooperátor/spodní střelec, hřbetní střelec)
- Rozpětí: 22,82 m
- Délka: 18,83 m
- Výška: 6,70 m
- Nosná plocha: 62,5 m²
- Plošné zatížení: 156 kg/m²
- Prázdná hmotnost: 6 413 kg
- Max. vzletová hmotnost: 10 221 kg
- Pohonná jednotka: 2× hvězdicový motor Gnome-Rhône 14N-10/11
- Výkon pohonné jednotky: 950 k (709 kW)

### Výkony
- Cestovní rychlost: 240 km/h (149 mph) ve výšce 3 500 m (11 480 stop)
- Maximální rychlost: 322 km/h (200 mph) ve výšce 3 500 m (11 480 stop)
- Dolet: 1 700 km
- Dostup: 9 900 m (32 480 stop)
- Výstup do 4 000 m: 12 min
- Poměr výkon/hmotnost: 0,15 kW/kg

### Výzbroj
- 3× kulomet MAC 1934 ráže 7,5 mm (ve věžičkách na nose, hřbetě a břiše letounu) se zásobou 800 nábojů na zbraň[2]
- 1 600 kg bomb (8× 200 kg nebo 32× 50 kg nebo 2× 500 kg nebo 128× 10 kg)[2]

## Uživatelé
Bulharsko

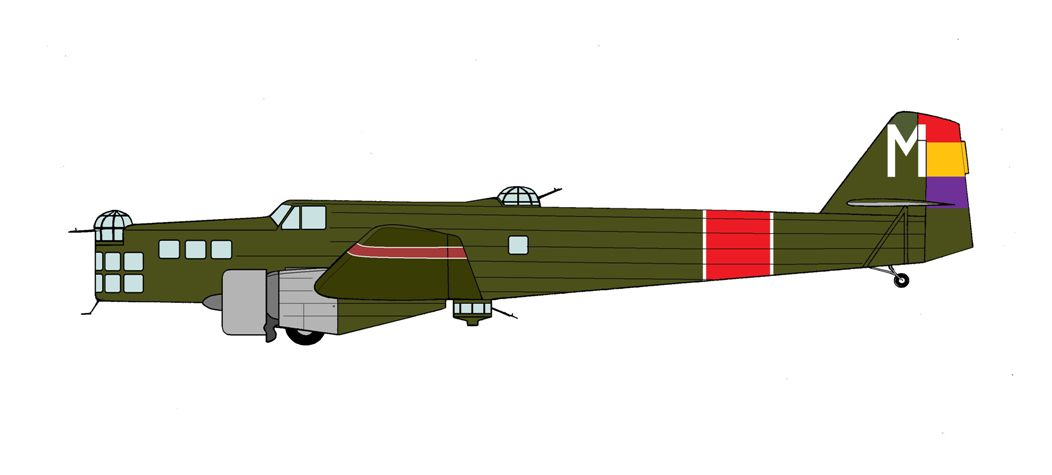
Bloch M.B.210, Španělské republikánské letectvo

- Bulharské letectvo – obdrželo 6 letounů od Německa.[4]

 Francie
- Francouzské letectvo
- Francouzské námořnictvo

 Německá říše
- Luftwaffe – po okupaci Francie v roce 1942 používala krátce několik letounů k výcviku.

 Rumunsko
- Rumunské královské letectvo – obdrželo 10 z objednaných 24 letounů.[4]

 Španělsko
- Španělské republikánské letectvo – obdrželo nejméně 3 letouny.[4] Některé zdroje hovoří až o 35 dodaných letounech.

#### Související vývoj
- MB.200

#### Podobná letadla
- Aero MB-200